# Földimalacfélék
A földimalacfélék az emlősök osztályán belül a csövesfogúak (Tubulidentata) rendjének egyetlen ismert családja. Egyetlen ma élő faj tartozik a családba.

## Rendszerezés
A rendbe az alábbi élő család tartozik:
- Földimalacfélék (Orycteropodidae)
  - Földimalac (Orycteropus afer)

Kihalt családok
- Leptorycteropus – kihalt
- Myorycteropus – kihalt
- Plesiorycteropus – kihalt
- Palaeorycteropus – kihalt
- Archaeorycteropus – kihalt